# (123) Brunilda
(123) Brunilda és un asteroide inclòs al cinturó d'asteroides descobert el 31 de juliol de 1872 per Christian Heinrich Friedrich Peters des de l'observatori Litchfield de Clinton, als Estats Units d'Amèrica. Rep el nom per Brunilda, un personatge de la mitologia nòrdica. Orbita a una distància mitjana de 2,695 ua del Sol, i pot apropar-se fins a 2,376 ua. La seva excentricitat és 0,1184 i la inclinació orbital 6,42°. Completa una òrbita al voltant del Sol 1.616 dies.